# Sorbosa
La sorbosa es un monosacárido de seis carbonos con un grupo cetona por lo que pertenece al grupo de las cetosas y dentro de este al de las cetohexosas. Se utiliza en la producción comercial de vitamina C (ácido ascórbico) por medio del microorganismo Ketogulonicigenium vulgare. La L-sorbosa es la configuración que presenta este azúcar en la naturaleza.